# Barattarna
Barattarna, of Parattarna, was een koning van het Hurritische rijk van Mitanni in de 15e eeuw v.Chr.. Het is mogelijk dat hij identiek is aan de koning bekend onder de naam Parsatatar.
Geen van zijn eigen archieven is tot op heden gevonden, maar zijn naam wordt genoemd in een document van Nuzi, gedateerd op toen de koning Barattarna stierf en gecremeerd werd. Meer informatie is te vinden in de biografie van Idrimi van Alalakh. Barattarna regeerde over de Hurrieten en maakte Idrimi zijn vazal. Het Mitanni van zijn tijd strekte waarschijnlijk tot aan Arrapha in het oosten.
Barattarna is mogelijk ook de Mitannische koning die tegenover de Egyptische farao Thoetmosis III komt te staan bij de Eufraat, in zijn campagne van 1447 v.Chr. Dit kan echter alleen afgeleid worden door vergelijking van de chronologie van het oude Egypte en die van Mitanni uit een latere periode, en zo terug te rekenen.